# Marc Girardelli
Marc Girardelli (Lustenau (Oostenrijk), 18 juli 1963) is een voormalige alpineskiër die voor het Groothertogdom Luxemburg skiede. Hij is een van de meest succesvolle en complete skiërs uit de geschiedenis van sport. Net als wielrenner Kim Kirchen is Girardelli zesvoudig Luxemburgs Sportman van het Jaar.

## Carrière
Hij skiede eerst voor het regionale team van Vorarlberg in Oostenrijk, maar al in 1976 vroeg hij een Luxemburgse licentie aan als gevolg van meningsverschillen met de Oostenrijkse skibond, die niet wilde dat Girardelli gecoacht werd door zijn vader. Van dan af vormde hij in zijn eentje het Luxemburgse alpine skiteam, met zijn vader als coach. In 1980 debuteerde hij in de Wereldbeker, en in 1982 behaalde hij zijn eerste overwinning in een wereldbekerwedstrijd. Aanvankelijk was hij vooral een specialist van de slalom en reuzenslalom, maar hij verbeterde zich gestadig in de snelle wedstrijden en werd zo in het seizoen 1988-1989 de eerste man die in één enkel seizoen heeft gewonnen in alle vijf disciplines (slalom, reuzenslalom, super-G, afdaling en combinatie). Hij won in totaal 43 wereldbekerwedstrijden en wist vijf keer de eindwinst in de algemene wereldbeker te behalen: in 1985, 1986, 1989, 1991 en 1993.
Bij Olympische Winterspelen kon hij evenwel geen overwinningen behalen, wel twee zilveren medailles op de Olympische Winterspelen 1992 van Albertville.
Hij werd ook viermaal wereldkampioen alpineskiën (driemaal op de combinatie en eenmaal op de slalom).
Hij had tijdens zijn carrière veelvuldig af te rekenen met blessures, waardoor onder meer zijn seizoenen 1988 en 1990 grotendeels verloren gingen. De laatste jaren van zijn carrière was hij bijna constant in behandeling en na het Wereldkampioenschap Alpineskiën 1996 in Sierra Nevada (Spanje) besloot hij zijn carrière te beëindigen.

## Voornaamste prestaties

### Olympische Spelen
| Jaar | Plaats      | Resultaten                                                           |
| ---- | ----------- | -------------------------------------------------------------------- |
| 1988 | Calgary     | 9e Afdaling 20e Reuzenslalom DNF Super G                             |
| 1992 | Albertville | Reuzenslalom · Super G · DNF Afdaling · DNF1 Combinatie · DSQ Slalom |
| 1994 | Lillehammer | 4e Super G 5e Afdaling 9e Combinatie DNF1 Reuzenslalom DSQ Slalom    |

### Wereldkampioenschappen Alpineskiën
- Wereldkampioenschappen Alpineskiën 1985 in Bormio (Italië):
  - zilver op de slalom
  - brons op de reuzenslalom
- Wereldkampioenschappen Alpineskiën 1987 in Crans-Montana (Zwitserland):
  - goud op de combinatie
  - zilver op de reuzenslalom
  - zilver op de super-G
- Wereldkampioenschappen Alpineskiën 1989 in Vail (Verenigde Staten):
  - goud op de combinatie
  - brons op de slalom
- Wereldkampioenschappen Alpineskiën 1991 in Saalbach-Hinterglemm (Oostenrijk):
  - goud op de slalom
- Wereldkampioenschappen Alpineskiën 1993 in Morioka (Japan):
  - zilver op de slalom
  - brons op de combinatie
- Wereldkampioenschappen Alpineskiën 1996 in Sierra Nevada (Spanje):
  - goud op de combinatie

### Wereldbeker Alpineskiën
- Winnaar de algemene wereldbeker in 1985, 1986, 1989, 1991 en 1993
- Winnaar van de wereldbeker afdaling in 1989 en 1994
- Winnaar van de wereldbeker reuzenslalom in 1985
- Winnaar van de wereldbeker slalom in 1984, 1985 en 1991
- 43 overwinningen in wereldbekerwedstrijden (16 slaloms, 7 reuzenslaloms, 9 super-G, 3 afdalingen, 8 combinaties):

| datum      | Plaats                 | Land | Wedstrijd    |
| 21-01-1996 | Veysonnaz              | SUI  | Combinatie   |
| 22-01-1995 | Wengen                 | SUI  | Combinatie   |
| 15-01-1995 | Kitzbühel              | AUT  | Combinatie   |
| 23-01-1994 | Wengen                 | SUI  | Super-G      |
| 12-01-1993 | Sankt Anton am Arlberg | AUT  | Super-G      |
| 20-12-1992 | Kranjska Gora          | SLO  | Reuzenslalom |
| 13-12-1992 | Alta Badia             | ITA  | Reuzenslalom |
| 08-12-1991 | Val d'Isère            | FRA  | Super-G      |
| 15-01-1991 | Adelboden              | SUI  | Reuzenslalom |
| 13-01-1991 | Kitzbühel              | AUT  | Slalom       |
| 13-01-1991 | Kitzbühel              | AUT  | Combinatie   |
| 26-02-1989 | Whistler Mountain      | CAN  | Super-G      |
| 22-01-1989 | Wengen                 | SUI  | Combinatie   |
| 21-01-1989 | Wengen                 | SUI  | Afdaling     |
| 20-01-1989 | Wengen                 | SUI  | Afdaling     |
| 17-01-1989 | Adelboden              | SUI  | Reuzenslalom |
| 15-01-1989 | Kitzbühel              | AUT  | Combinatie   |
| 13-01-1989 | Kitzbühel              | AUT  | Afdaling     |
| 17-12-1988 | Kranjska Gora          | YUG  | Slalom       |
| 06-12-1988 | Sestriere              | ITA  | Slalom       |
| 22-03-1987 | Sarajevo               | YUG  | Reuzenslalom |
| 15-03-1987 | Calgary                | CAN  | Super-G      |
| 01-03-1987 | Furano                 | JPN  | Super-G      |
| 07-02-1986 | St. Anton              | AUT  | Combinatie   |
| 05-02-1986 | Crans-Montana          | SUI  | Super-G      |
| 15-12-1985 | Alta Badia             | ITA  | Combinatie   |
| 23-03-1985 | Heavenly Valley        | USA  | Slalom       |
| 20-03-1985 | Park City              | USA  | Slalom       |
| 10-03-1985 | Aspen                  | USA  | Reuzenslalom |
| 16-02-1985 | Kranjska Gora          | YUG  | Slalom       |
| 27-01-1985 | Garmisch-Partenkirchen | GER  | Super-G      |
| 21-01-1985 | Wengen                 | SUI  | Slalom       |
| 13-01-1985 | Kitzbühel              | AUT  | Slalom       |
| 04-01-1985 | Bad Wiessee            | GER  | Slalom       |
| 17-12-1984 | Madonna di Campiglio   | ITA  | Super-G      |
| 11-12-1984 | Sestriere              | ITA  | Reuzenslalom |
| 02-12-1984 | Sestriere              | ITA  | Slalom       |
| 24-03-1984 | Oslo                   | NOR  | Slalom       |
| 18-03-1984 | Åre                    | SWE  | Slalom       |
| 05-02-1984 | Borovetz               | BUL  | Slalom       |
| 22-01-1984 | Kitzbühel              | AUT  | Slalom       |
| 16-01-1984 | Parpan                 | SUI  | Slalom       |
| 27-02-1983 | Gällivare              | SWE  | Slalom       |

(bron: FIS-ski.com)